# سلیم الحص
سلیم الحص (انگلیسی: Selim Hoss؛ زادهٔ ۲۰ دسامبر ۱۹۲۹ – درگذشتهٔ ۲۵ اوت ۲۰۲۴) یک سیاستمدار اهل لبنان بود؛ که پست‌های نخست‌وزیری و ریاست جمهوری لبنان را برعهده داشته‌است و عضو قدیمی پارلمان بود که  به نمایندگی از زادگاهش، بیروت، خدمت کرد. او به عنوان یک تکنوکرات شناخته می‌شد.

## نخست وزیری نهایی
الحص پس از انتخاب ژنرال امیل لحود به عنوان رئیس‌جمهور به نخست‌وزیری منصوب شد. دولت او به دلیل حذف بسیاری از رهبران سنتی فئودال و جنگ‌سالاران که بر سیاست لبنان تسلط داشتند، قابل توجه بود. این تغییر با هدف ایجاد یک دولت تکنوکراسی و اصلاح گراتر بود. الحص پس از از دست دادن کرسی پارلمان به نامزدی که قبلاً ناشناس بود، در انتخابات عمومی سال ۲۰۰۰ همراه با رفیق حریری، نخست‌وزیر سابق شرکت کرد و پس از اینکه از سمت نخست‌وزیری خود کناره‌گیری کرد، به کار سیاسی خود پایان داد.

## بازنشستگی و مرگ
در مارس ۲۰۰۵ پس از استعفای عمر کرامی (نخست‌وزیر دوباره) به عنوان نامزد تشکیل دولت جدید در نظر گرفته شد، اما بنا بر گزارش‌ها، وی به دلایل بیماری از پذیرش این سمت خودداری کرد. متعاقباً نجیب میقاتی به‌جای عمر کرامی منصوب شد. الحص در ۲ مه ۲۰۱۷ در سن ۸۷ سالگی در یک اعتصاب غذای یک روزه برای نشان دادن همبستگی با اعتصاب غذای جاری حدود ۱۵۰۰ زندانی فلسطینی شرکت کرد.
سلیم الحص در ۲۵ اوت ۲۰۲۴، در سن ۹۴ سالگی درگذشت.